# Список правителей Померании
Список правителей Померании — перечень легендарных и исторических правителей области Померания с IX века по XVIII век.

## Легендарные правители Померании
Болеслав, Богдан (Богдал) и Борним (Барвин) сыновья Лешка III Польского.

## Князья славянских племен Померании
- (ок. 1046) — Земомысл
- (1113) — Сванимбор, Гневомир (упоминаются Анонимом Галлом)

## Княжество Западная Померания
- 1107/1127 — 1135/1147: Вартислав I
- 1135/1147 — 1152/1156: Ратибор I, его брат, предок ветви померанских князей, которая управляла Славно (Шлаве) и Слупском

## Герцогство Померания
С 1155 года княжеством (с 1170 года герцогством) совместно управляли правители Щецина и Дымина (ныне Деммин в Германии).
- ок. 1155 — 1187: Богуслав I в Шецине и его брат Казимир I[2] (упом. 1160-е — ум.1180/1182 в Дымине)
- 1187—1220: Богуслав II (Шецин) и его брат Казимир II[2] (ок. 1187 — ум. 1219 в Дымине)
- 1220—1278: Барним I Добрый (Шецин) и Вартислав III (Дымин, — 1264)

После того, как в 1264 году Вартислав III умер, не оставив потомства, Барним I стал единоличным правителем всего герцогства. После смерти Барнима I герцогством должны были управлять его сыновья Барним II, Оттон I и Богуслав IV. Первые годы Барним II, будучи самым старшим, управлял также и владениями своих юных братьев. В 1295 году после смерти Барнима II, герцогство было разделено на две части: Волегостьскую (Померанию-Вольгаст) получил Богуслав IV, а Щетинскую (Померанию-Штеттин) — Оттон I.
Через 200 лет после разделения обе части вновь ненадолго соединились под властью Богуслава X.
- 1478—1523: Богуслав X Великий, герцог Щецина (1474—1523), герцог Вольгаста (1478—1523) (с 1478 — вся Померания)
- 1523—1531: Георг I и Барним XI герцоги Щецина и Вольгаста

Раздел на Померанию-Штеттин, Померанию-Барт, Померанию-Вольгаст и Померанию-Рюген
- 1625—1637: Богуслав XIV, герцог Щецина в 1620—1637, герцог Вольгаста в 1625—1637

После его смерти в Померании пресеклась славянская династия. По Вестфальскому миру (1648) герцогство было разделено между Швецией и Бранденбургом.

### Померания-Вольгаст
В 1295 году герцогство Померания было разделено между братьями Богуславом IV, получившим Померанию-Вольгаст, и Оттон I, получившим Померанию-Штеттин.
- 1295—1309: Богуслав IV герцог-соправитель Щецина, Вольгаста в 1278—1295, герцог Вольгаста в 1295—1309
- 1309—1326: Вартислав IV, сын Богуслава IV. Герцог Вольгаста в 1309—1326, герцог Рюгена в 1325—1326
- 1326—1368: Богуслав V Великий (ок.1318—1373), сын Вартислава IV. В 1326—1365 годы соправитель Померании-Вольгаст, в Слупске 1368—1373
- 1326—1365: Барним IV (1317/1325 — 1365), сын Вартислава IV. В 1326—1365 годы годы соправитель Померании-Вольгаст
- 1326—1368: Вартислав V (1326—1390), сын Вартислава IV. В 1326—1365 годы соправитель Померании-Вольгаст
- 1368—1376: Богуслав VI и Вартислав VI
- 1376—1393: Богуслав VI
- 1393—1394: Вартислав VI
- 1394—1405: Барним VI, герцог Барт-Померании и Померании-Вольгаст в 1394—1405
- 1394—1415: Вартислав VIII, герцог Вольгаста в 1394—1415, герцог Барт-Померании в 1405—1415 году
- 1415—1451: Барним VII и Вартислав IX
- 1451—1457: Вартислав IX, герцог-соправитель Вольгаста в 1415—1457, герцог Барт-Померании в 1451—1457
- 1457—1459 Эрик II герцог Вольгаста в 1457—1459, в Слупске 1459—1464, герцог Щецина в 1464—1474
- 1459—1478: Вартислав X, герцог Барт-Померании в 1457 − 1478, герцог Вольгаста в 1459—1478
- 1474—1523: Богуслав X Великий, герцог Щецина в 1474—1523, герцог Вольгаста в 1478—1523 (с 1478 года вся Померания)
- 1523—1531: Барним IX Благочестивый и Георг I герцоги Щецина, Вольгаста

Во время следующего раздела Померания-Вольгаст включала Переднюю Померанию без Штеттина и Гарца, но включала Грыфице.
- 1532—1560: Филипп I
- 1560—1569: Богуслав XIII, Эрнст Людвиг, Иоанн Фридрих I и Барним Х
- 1569—1592: Эрнест Людвиг
- 1592—1625: Филипп Юлий
- 1625—1637: Богуслав XIV, герцог Щецина в 1620—1637, герцог Вольгаста в 1625—1637 (с 1625 года правитель объединенного герцогства Померании)

### Померания-Барт
До 1376 года часть Померании-Вольгаста.
- 1376—1394: Вартислав VI
- 1394—1405: Барним VI, герцог Барт-Померании и Померании-Вольгаст в 1394—1405
- 1405—1415: Вартислав VIII, герцог Вольгаста в 1394—1415, герцог Барт-Померании в 1405—1415 году
- 1415—1451: Барним VIII, герцог Барт-Померании в 1415—1451, герцог Рюгена в 1432/1436 — 1451
- 1451—1457: Вартислав IX (ок. 1400 — 1457), герцог-соправитель Вольгаста (1415—1457), герцог Барт-Померании (1451—1457)
- 1457—1478 Вартислав X, герцог Барт-Померании (1457—1478), герцог Вольгаста (1459—1478)

В 1478—1531 часть герцогства Померании, в 1531—1569 годы — часть Померании-Вольгаста
- 1569—1603 Богуслав XIII, герцог Барт-Померании (1569—1609), герцог Щецина (1603—1606), регент Вольгаста (1592—1606)

С 1603 года — часть герцогства Померания-Штеттин.

### Померания-Штеттин (Щецин)
- 1155—1187: Богуслав I
- 1187—1220: Богуслав II
- 1220—1278: Барним I Добрый
- 1278—1295: Барним II, Оттон I, Богуслав IV
- 1295—1344: Оттон I, герцог-соправитель Щецина (1278—1295), единоличный правитель Шецина (1295—1344)
- 1344—1368: Барним III Великий
- 1368—1372: Казимир III (IV)[2]
- 1372—1404: Святобор I, Богуслав VII
- 1404—1413: Святобор I
- 1413—1428: Оттон II, Казимир V
- 1428—1435: Казимир V[2]
- 1435—1451: Иоахим I
- 1451—1464: Оттон III
- 1464—1474: Эрик II, герцог Вольгаста (1457—1459), в Слупске (1459—1464), герцог Щецина (1464—1474)
- 1474—1523: Богуслав X Великий, герцог Щецина (1474—1523), герцог Вольгаста (1478—1523; с 1478 года — всей Померании)
- 1523—1531: Георг I, Барним IX Благочестивый, герцоги Щецина, Вольгаста
- 1531—1569: Барним IX Благочестивый
- 1569—1600: Иоанн Фридрих I
- 1600—1603: Барним Х, герцог Рюгена (1569—1603), герцог Щецина (1600—1603)
- 1603—1606: Богуслав XIII, герцог Барт-Померании (1569—1609), герцог Щецина (1603—1606), регент Вольгаста (1592—1606)
- 1606—1618: Филипп II
- 1618—1620: Франциск I
- 1620—1625: Богуслав XIV, герцог Щецина (1620—1637), герцог Вольгаста (1625—1637)

С 1625 года — часть объединенного герцогства Померании.

### Померания-Дымин
До 1156 года — часть герцогства Померании.
- 1156—1180: Казимир I[2]
- 1180—1184: Вартислав II
- 1184—1219/1220: Казимир II
- 1219/1220—1264: Вартислав III[2]

В 1264 году Померания-Дымин была присоединена к Померании-Штеттину.

### Княжество Ругия
В 1168—1325 — вассал Дании во главе с местной династией.
- 1162—1170: Теслав (Тетслав, Тетислав)
- 1170—1217: Яромир I
- 1218—1249: Вицлав I
- 1249—1260: Яромир II
- 1260—1302: Вицлав II
- 1303—1325: Вицлав III

С 1325 в составе Померании-Вольгаста и Барт-Померании.
- 1325—1326: Вартислав IV, сын Богуслава IV герцога Вольгаста, герцог Вольгаста (1309—1326), герцог Рюгена (1325—1326)
- 1326—1368: Богуслав V Великий, Вартислав V, Барним IV, герцоги Померании-Вольгаст
- 1368—1372: Вартислав VI, герцог Померании-Барт и Богуслав VI, герцог Померании-Вольгаста
- 1372—1394: Вартислав VI
- 1394—1415: Вартислав VIII, герцог Вольгаста (1394—1415), герцог Барт-Померании (1405—1415)
- 1415 — 1432/1436: Святобор II (1408/1410 — 1432/1436), герцог Рюгена (1415—1432/1436)
- 1432/1436 — 1451: Барним VIII, герцог Барт-Померании (1415—1451), герцог Рюгена (1432/1436 — 1451)
- 1451—1457: Вартислав IX, герцог-соправитель Вольгаста (1415—1457), герцог Барт-Померании (1451—1457)
- 1457—1478: Вартислав X, герцог Барт-Померании (1457—1478), герцог Вольгаста (1459—1478)

С 1478 года — часть Померании-Вольгаста.

### Померания-Рюген
До 1569 года — часть Померании-Штеттина.
- 1569—1603: Барним Х, герцог Рюгена (1569—1603), герцог Щецина (1600—1603)
- 1603—1606: Богуслав XIII, герцог Барт-Померании (1569—1609), герцог Щецина (1603—1606), регент Вольгаста (1592—1606)
- 1606—1617: Георг (III) и Богуслав XIV
- 1617—1620: Богуслав XIV

С 1620 года — часть Померании-Штеттина.

### ЗемлиСлавно(Шлаве) иСлупск
- 1121—1156: Ратибор I (с 1147/1148 — также герцог Померании)
- 1156—1194: Богуслав, сын Ратибора I
- ок. 1175 Святополк сын Ратибора I

С примерно 1190 — часть Герцогства Померании.
- 1190—1223: Богуслав III
- 1223—1227: Ратибор II

В 1227 году Столп отошёл Померелии, а Славе — Померании. В 1238—1316 годах оба владения стали частями Померелии. В 1316 году область стала частью Померании-Вольгаст.

### Померания-Слупск
До 1316 года — часть земли Славе-Столп, в 1316—1368 годы — часть Померании-Вольгаста.
- 1368—1373: Богуслав V Великий, герцог Вольгаста (1326—1368), герцог Слупска (1368—1373)
- 1374—1377: Казимир IV (V)
- 1377—1394: Вартислав VII
- 1394—1397: Эрик I (1382—1459), герцог Слупска (1394—1397, 1449—1459); король Норвегии (1394—1439); король Швеции (1397—1435); король Дании (1412—1439)
- 1397—1402: Богуслав VIII и Барним V
- 1402—1403: Барним V
- 1403—1418: Богуслав VIII
- 1418—1446: Богуслав IX

С 1459 года — часть Померании-Вольгаста

### Померания-Старгард
До 1377 года — часть Померании-Столп.
- 1377—1402: Богуслав VIII и Барним V
- 1402—1418: Богуслав VIII
- 1418—1446: Богуслав IX

С 1459 года — часть Померании-Вольгаста.

## Герцогство Померелия
Герцоги Померелии на латыни именовались dux Pomeraniae или dux Pomeranorum.
- ок. 1060 — 1106: Святобор I
- 1109—1113: Святополк I
- ок. 1150 — 1177/1180 Собеслав I Гданьский
- 1177/1180 — 1207/к 1209: Самбор I
- 1200/к 1209 — 1217/1220: Мстивой I

В 1220—1271 годах разделено на герцогства со столицами в:
- Гданьске,
- Бялогарде,
- Любишево,
- Свеце и Гневе.

- 1271—1294: Мстивой II, в Гданьске и Свеце (с 1266 года), в Любишево (с 1278 года)

Дальнейшая история:
- 1294—1296: Пшемысл II Польский
- 1296—1300: Владислав Локетек
- 1300—1305: Вацлав II
- 1305—1306: Вацлав III
- 1306—1309: Владислав Локетек
- 1308—1466 — под управлением Тевтонского ордена
- 1466—1772 — как часть Королевской Пруссии к Польше

### Герцогство Померелия-Бялогарде
- 1207: Собеслав II
- 1220—1252: Ратибор (князь Померелии)

С 1252 года — часть герцогства Померелии.

### Герцогство Померелия-Гданьск
До 1220 — часть Померелии.
- 1220—1266: Святополк II (князь Померелии)
- 1266—1271: Вартислав II (князь Померелии)

С 1271 — часть Померелии.

### Герцогство Померелия-Любишево
- 1220—1278: Самбор II

С 1278 года — часть Померелии.

### Герцогство Померелия-СвецеиГневе
До 1178 года — часть Померелии.
- 1220 — 1229/1230: Вартислав I (князь Померелии)[укр.]
- 1229/1230 — 1266: Святополк II Великий
- 1266—1271: Мстивой II

С 1271 года — часть Померелии